# Thoisy-le-Désert
Thoisy-le-Désert ist eine französische Gemeinde mit 215 Einwohnern (Stand 1. Januar 2022) im Département Côte-d’Or in der Region Bourgogne-Franche-Comté. Sie gehört zum Kanton Arnay-le-Duc und zum Arrondissement Beaune. 
Sie grenzt im Nordwesten an Chailly-sur-Armançon, im Norden an Bellenot-sous-Pouilly, im Osten an Pouilly-en-Auxois, im Südosten an Meilly-sur-Rouvres, im Süden an Essey und im Südwesten an Châtellenot. 

## Bevölkerungsentwicklung
| Jahr                       | 1962 | 1968 | 1975 | 1982 | 1990 | 1999 | 2008 | 2015 |
| -------------------------- | ---- | ---- | ---- | ---- | ---- | ---- | ---- | ---- |
| Einwohner                  | 225  | 193  | 157  | 149  | 147  | 163  | 197  | 211  |
| Quellen: Cassini und INSEE |      |      |      |      |      |      |      |      |

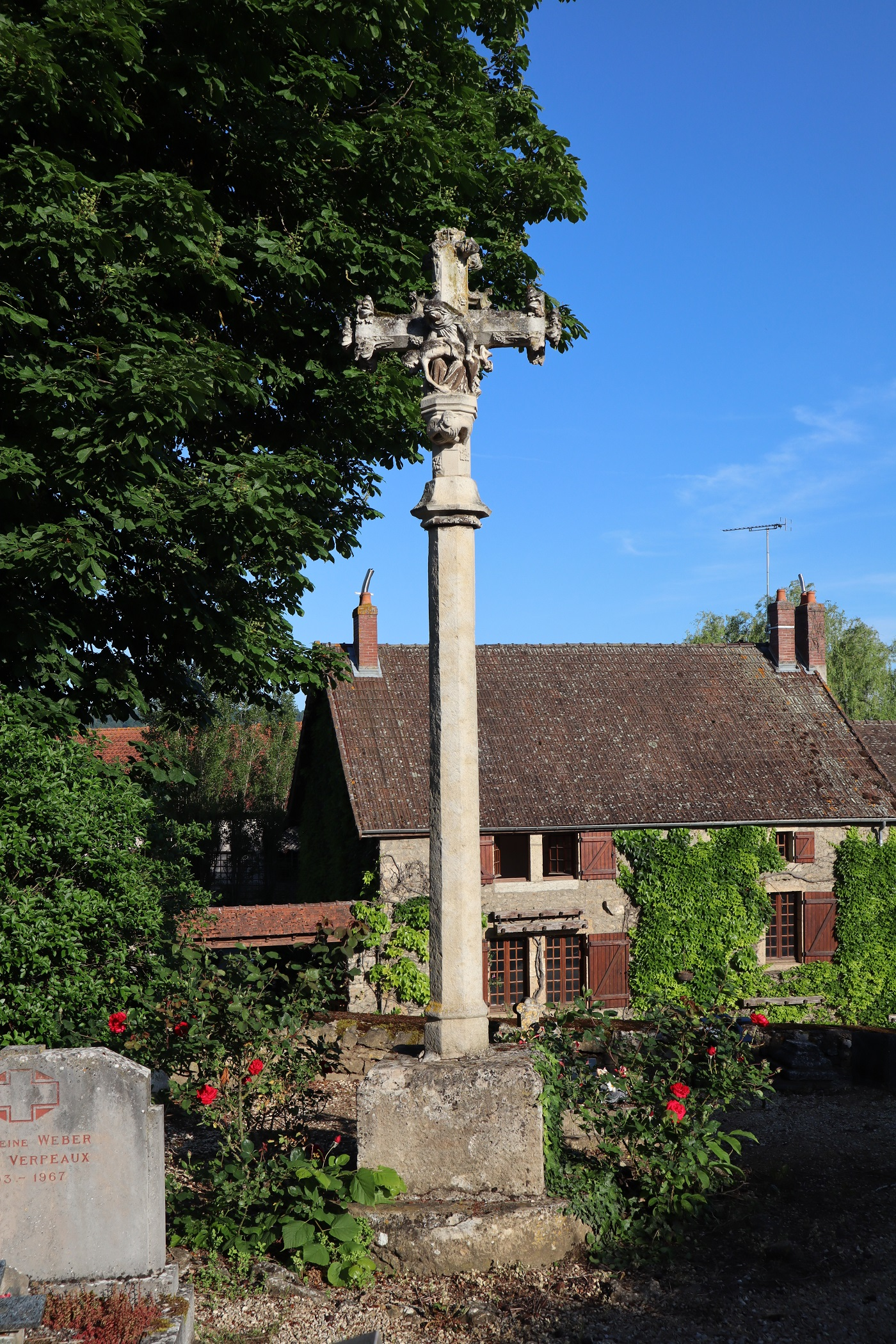
Friedhofskreuz, Monument historique seit 1925
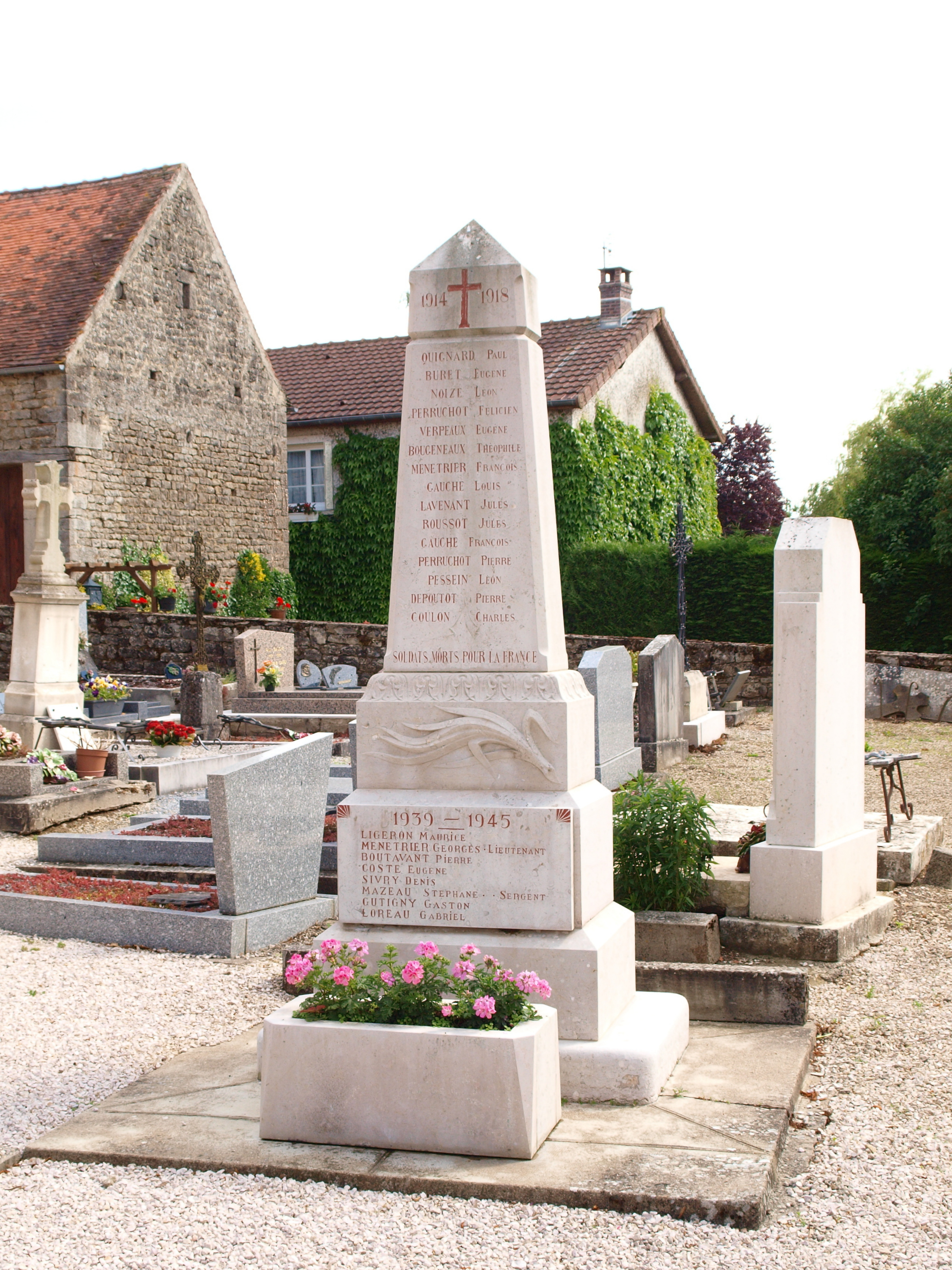
Kriegerdenkmal
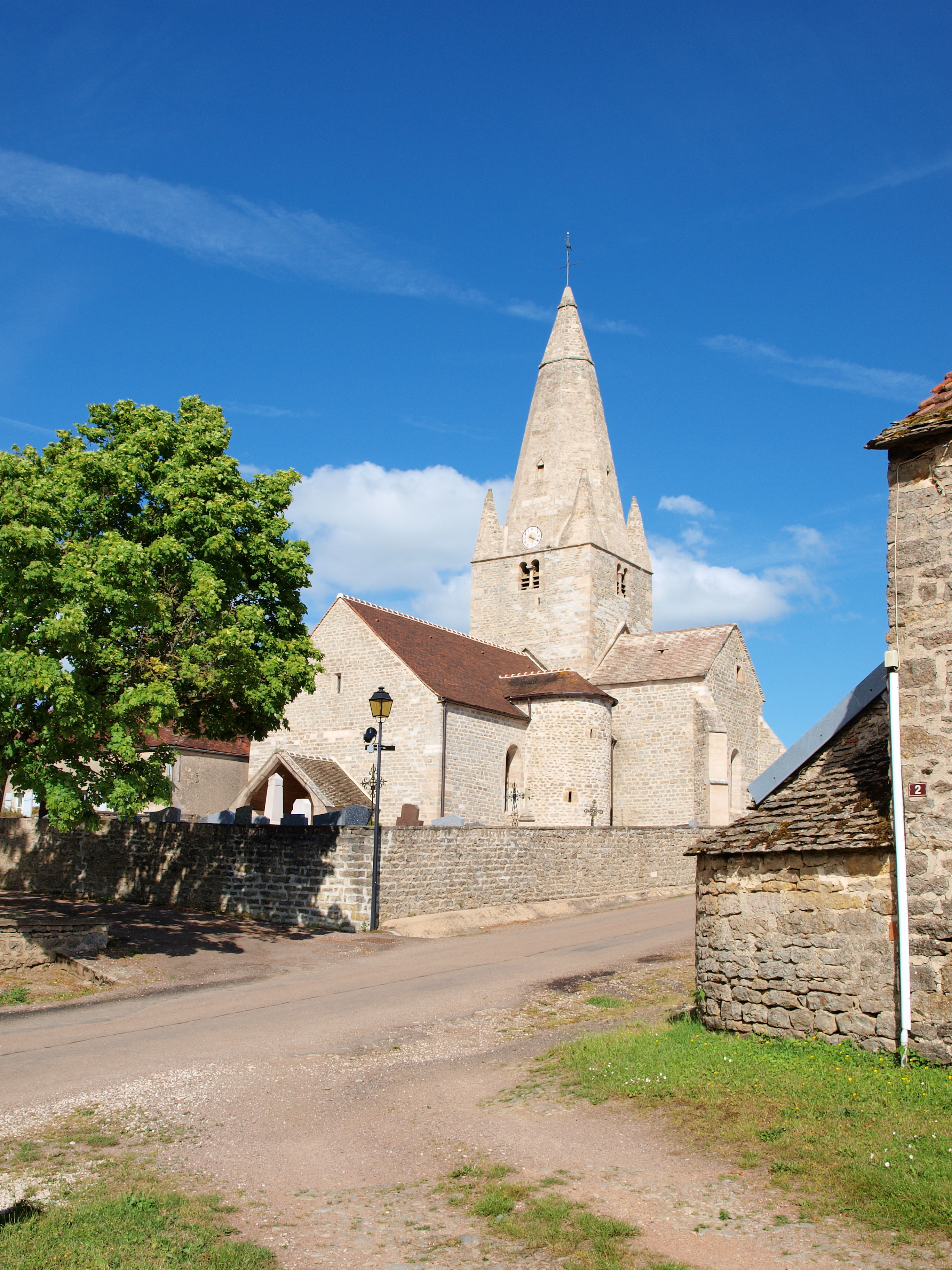
Kirche Saint-Maurice, Monument historique seit 1922